# Vegas Vic

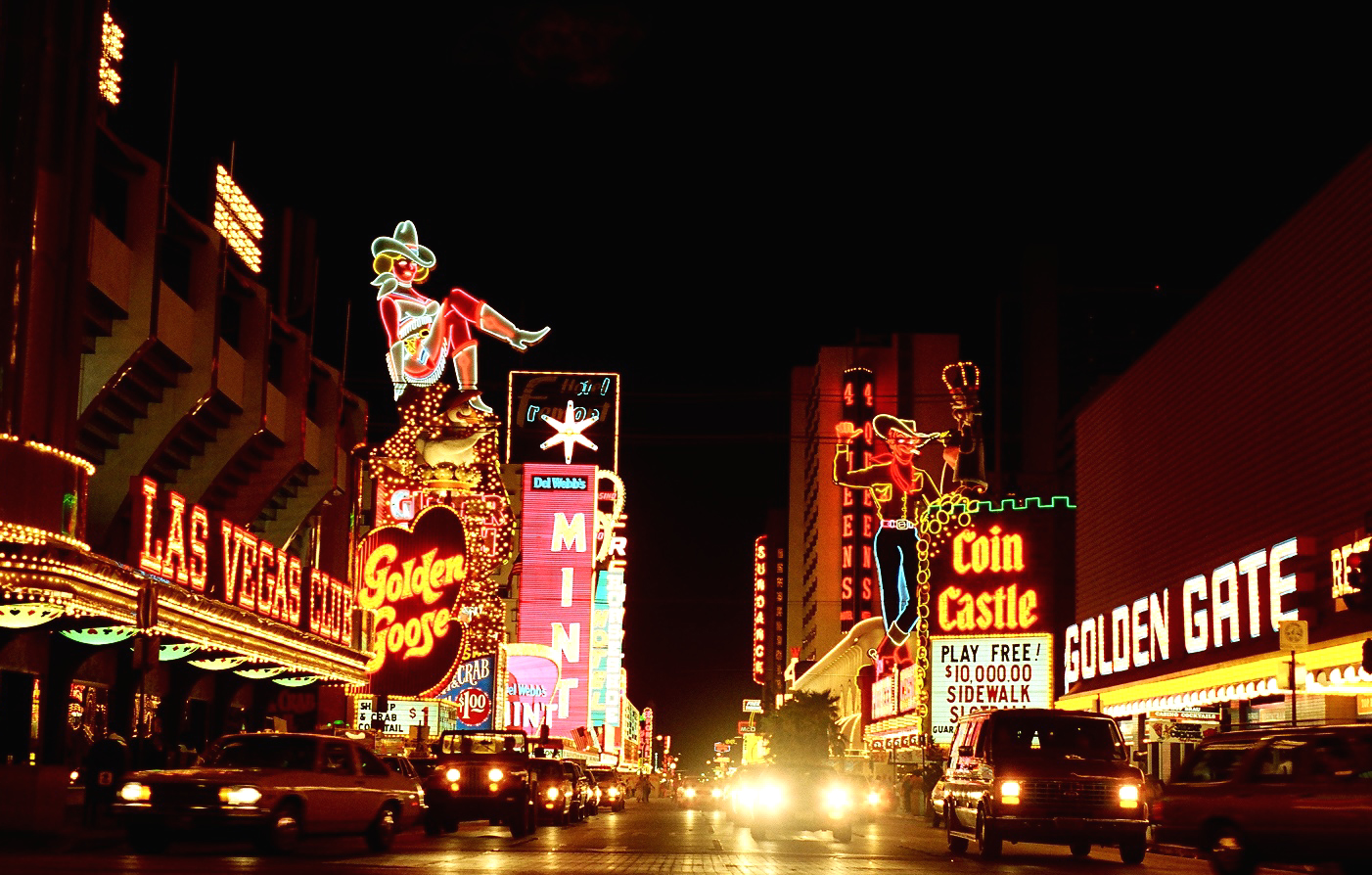
Die Fremont Street aus dem Jahr 1983 mit Vegas Vic (rechts). Inzwischen ist durch den Bau der Fremont Street Experience ein Teil des Hutes entfernt worden.

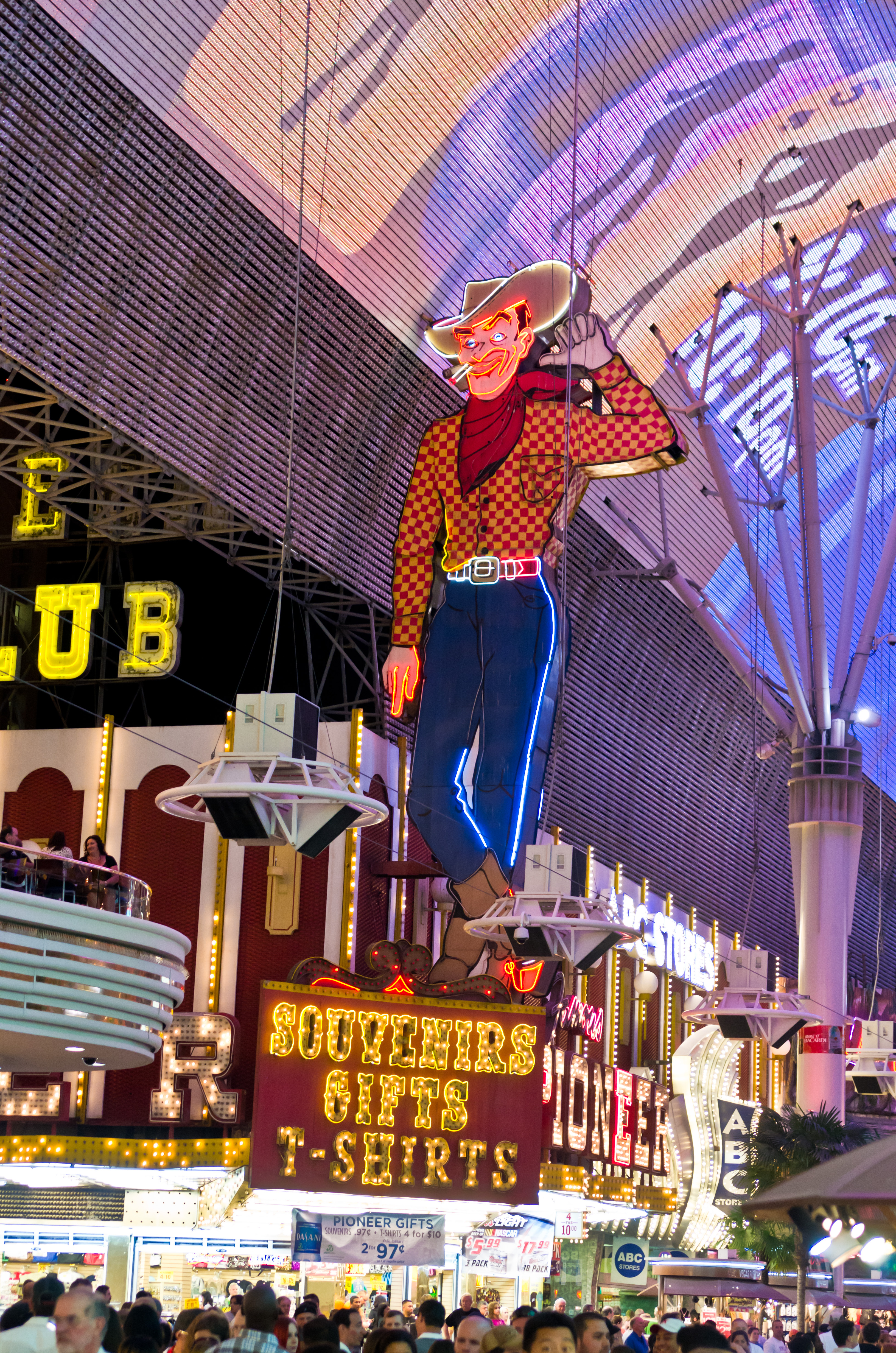
Eine neuere Aufnahme

Vegas Vic ist der inoffizielle, aber oft genutzte Name für ein beleuchtetes Wahrzeichen von Las Vegas, welches einen Cowboy darstellt.
Er wurde 1951 entworfen und stand über dem Pioneer Club in der Fremont Street in Downtown Las Vegas.
Die Young Electric Sign Company (YESCO) konstruierte eine 23 Meter (75 Fuß) hohe Version von Vegas Vic, welche einen Cowboy in blauen Jeans mit einem gelb gefleckten Hemd darstellte. Er hatte einen beweglichen Arm mit einer Zigarette in der Hand sowie eine Stimme, die alle 15 Minuten „Howdy Partner“ sagte. Die Stimme wurde 1966 wieder abgeschaltet, als sich Lee Marvin über deren Lautstärke beschwert hatte. Als 1994 die Fremont Street Experience gebaut wurde, musste ein Teil seines Hutes entfernt werden, um Platz für das Dach zu machen.

## Quelle
- Su Kim Chung, Las Vegas Then And Now, London 2015, ISBN 978-1-910904-11-4, S. 21, 40